# August von Kruse

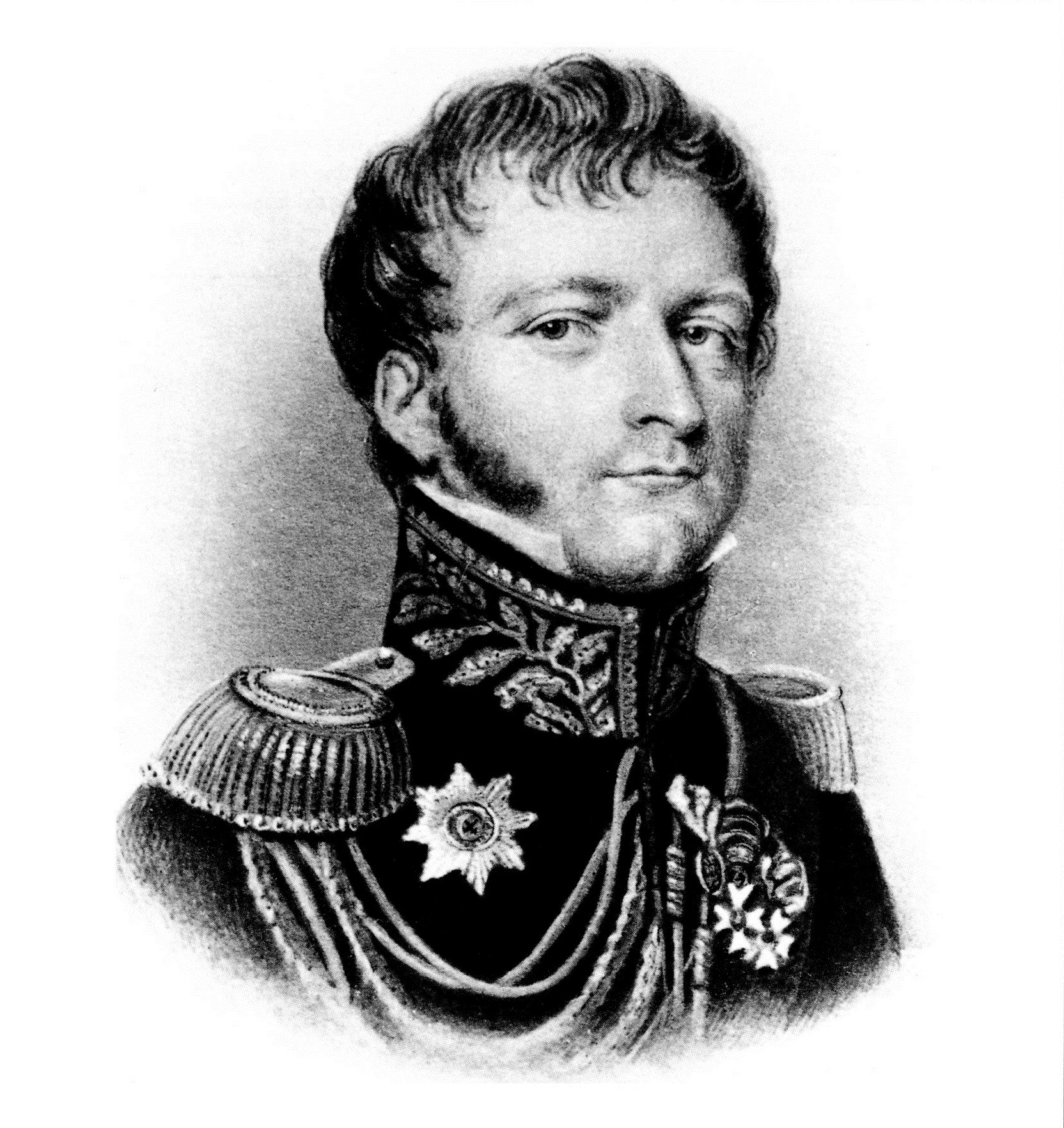
August von Kruse

August Heinrich Ernst Freiherr von Kruse (* 5. November 1779 in Wiesbaden; † 31. Januar 1848 in Eisenbach) war ein nassauischer Generalleutnant, Militär- und Agrarreformer sowie Präsident der Herrenbank (der ersten Kammer) der Landstände des Herzogtums Nassau.

## Leben
August von Kruse wurde als einziges Kind des nassau-usingischen Regierungspräsidenten Karl Friedrich von Kruse aus dem mecklenburgisch-dänischen Uradelsgeschlecht Kruse af Verschou geboren. Gegen den Willen seines Vaters trat er im Alter von 17 Jahren in den Militärdienst ein. Zunächst diente er sieben Jahre lang im Kurfürstentum Braunschweig-Lüneburg und schied im Rang eines Oberleutnants aus. Danach trat er am 1. Juli 1803 als Hauptmann in das nassau-weilburgische Militär ein. Die Streitmacht des Fürstentums bestand zu dieser Zeit aus zwei Kompanien, die Kruse zu einem Bataillon ausbauen sollte. Mit dem Aufgehen Nassau-Weilburgs in dem neuen Herzogtum Nassau 1806 wurde Kruse im Rang eines Majors Chef der Brigade der Herzoglich Nassauischen Armee, die die Truppen Napoleon Bonapartes im Krieg gegen Preußen unterstützten. Dabei nahmen die Nassauer an mehreren kleineren Gefechten teil. Am 1. September kehrte Kruse als Oberstleutnant nach Nassau zurück.
Im Sommer 1808 stellt Kruse das 2. Infanterie-Regiment auf, das auf französischer Seite an den Napoleonischen Kriegen auf der Iberischen Halbinsel teilnahm. Am 13. Oktober 1808 überschritt das Regiment die spanische Grenze. Die Nassauer nahmen unter Kruse an 42 Gefechten teil, darunter die Schlacht von Vitoria am 21. Juni 1813. Am 10. Dezember 1813 wechselte das Regiment auf herzoglichen Befehl bei Bayonne die Seiten und schloss sich den Briten an. Über England wurden die Nassauer in die Niederlande verschifft, wo sie gegen die Franzosen und deren verbliebene Verbündeten kämpften. In der Schlacht bei Waterloo diente Kruse, inzwischen Generalmajor, im Stab Wellingtons, nachdem er zuvor stets die nassauischen Truppen im Gefecht geführt hatte. Nachdem die Nassauer an der Siegesparade in Paris teilgenommen hatten, zog August von Kruse am 28. Dezember 1815 an ihrer Spitze in Wiesbaden ein. Inzwischen war er zum Mitglied des herzoglichen Kriegs-Collegiums berufen worden.
1830 kam es im Kurfürstentum Hessen zu Bauernaufständen, den Oberhessischen Zollunruhen. Truppen aus Baden, Bayern und Nassau wurden an die Grenze verlegt, um ein Übergreifen auf die Nachbarstaaten zu verhindern. Kruse hatte den Oberbefehl dieser kombinierten Division, zu der Nassau 2000 Soldaten abordnete.
Im Rang eines Generalleutnants reformierte Kruse bis 1837 das nassauische Militär. Er gründete eine Militärschule, Versorgungs- sowie Invalidenkassen und stellte erstmals Artillerie- und Pioniereinheiten auf.

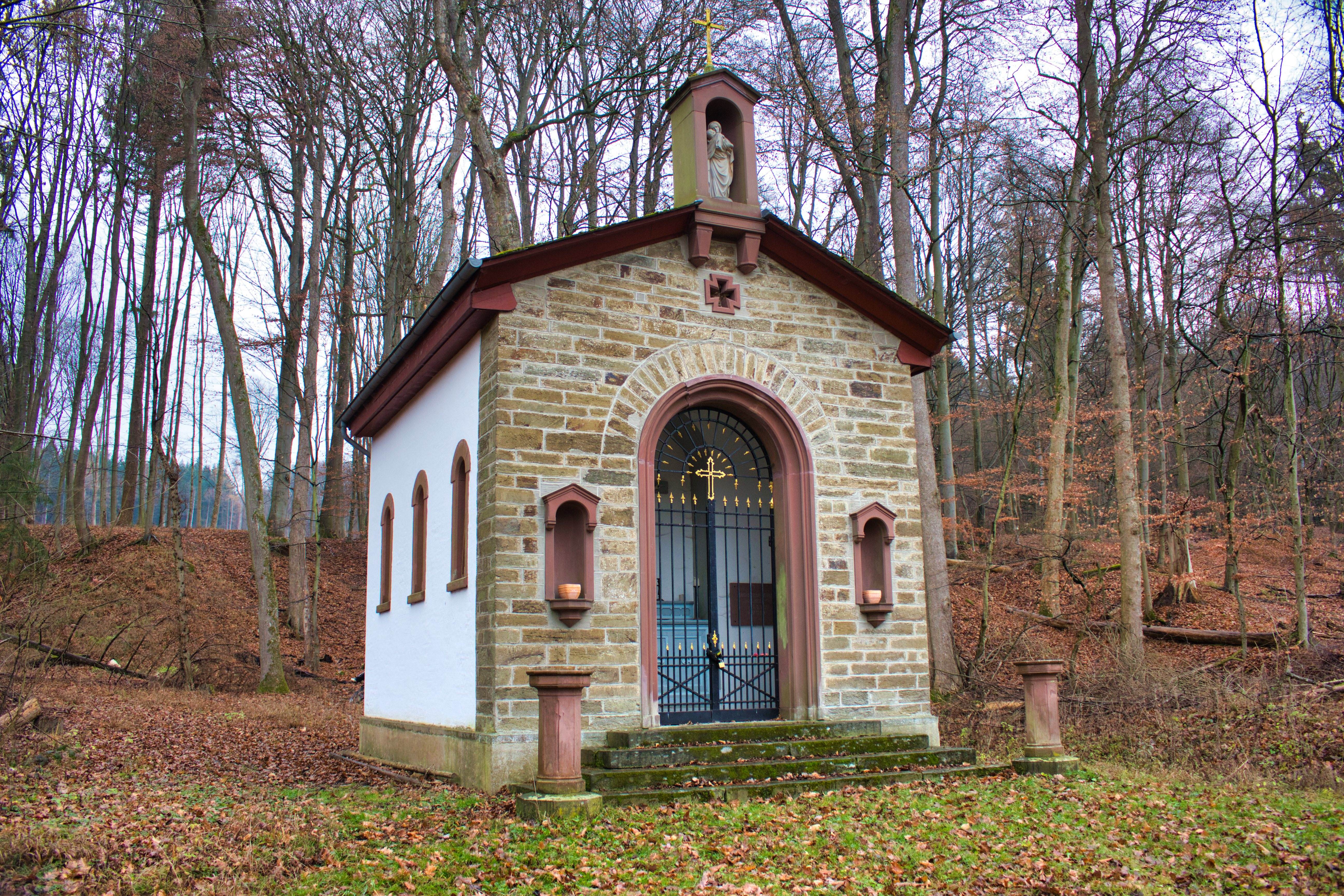
Kapelle am Hof zu Hausen, die Grablege Kruses

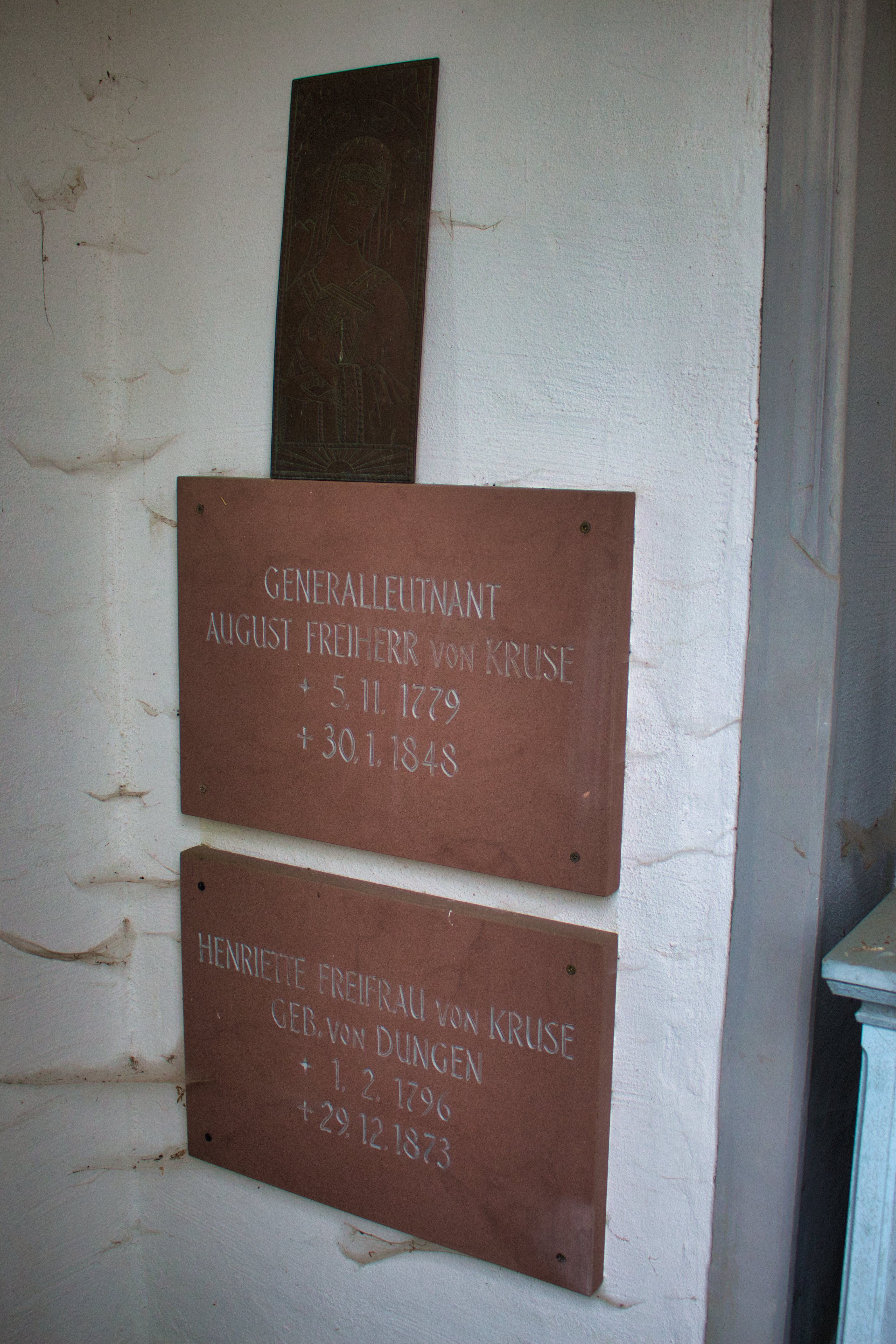
Grabplatten Kruses und seiner Ehefrau

1812 wurde seine Erhebung in den herzoglich nassauischen Freiherrenstand anerkannt. Vier Jahre später heiratete er Henriette von Dungern, eine Schwester von Emil August von Dungern. Die Ehe blieb kinderlos.
1815 erhielt Kruse vom Herzog die Anwartschaft auf den Hof zu Hausen bei Eisenbach im Taunus geschenkt und nahm dort seinen Wohnsitz. 1822 ging das Anwesen nach dem Tod des vorherigen Lehnsnehmers Philipp von Hohenfels in das Privateigentum von Kruses über. Auf dem 58 Hektar großen Anwesen erprobte er neue Anbaumethoden und machte Viehzucht-Versuche. Seine Erkenntnisse schlugen sich in Fachpublikationen nieder. Er engagierte sich für die Gründung von Landwirtschafts- und Mäßigungsvereinen (gegen den Alkoholmissbrauch). Zudem unterstützte er frühe Formen der Tierschutzbewegung. Kruse und seine Frau Henriette († 1873) liegen auf dem Hof zu Hausen begraben.

## Ehrungen
Er erhielt den Russischen St. Annen-Orden I. Klasse, die nassauische Waterloo-Medaille, den Königlich Niederländischen Militär-Wilhelms-Orden Ritter 3. Klasse und das Offizierskreuz der französischen Ehrenlegion sowie 1834 das Großkreuz des hannoverschen Guelphen-Ordens.